# Episodi di Una famiglia americana (nona stagione)
La nona stagione della serie televisiva Una famiglia americana è stata trasmessa in anteprima negli Stati Uniti d'America dalla CBS tra il 27 novembre 1980 e il 4 giugno 1981.
| nº | Titolo originale     | Titolo italiano | Prima TV USA     | Prima TV Italia |
| -- | -------------------- | --------------- | ---------------- | --------------- |
| 1  | The Outrage (Part 1) |                 | 27 novembre 1980 |                 |
| 2  | The Outrage (Part 2) |                 | 27 novembre 1980 |                 |
| 3  | The Pledge           |                 | 4 dicembre 1980  |                 |
| 4  | The Triumph          |                 | 18 dicembre 1980 |                 |
| 5  | The Premonition      |                 | 25 dicembre 1980 |                 |
| 6  | The Pursuit          |                 | 1º gennaio 1981  |                 |
| 7  | The Last Ten Days    |                 | 8 gennaio 1981   |                 |
| 8  | The Move             |                 | 15 gennaio 1981  |                 |
| 9  | The Whirlwind        |                 | 22 gennaio 1981  |                 |
| 10 | The Tempest          |                 | 5 febbraio 1981  |                 |
| 11 | The Carousel         |                 | 12 febbraio 1981 |                 |
| 12 | The Hot Rod          |                 | 19 febbraio 1981 |                 |
| 13 | The Gold Watch       |                 | 26 febbraio 1981 |                 |
| 14 | The Beginning        |                 | 5 marzo 1981     |                 |
| 15 | The Pearls           |                 | 12 marzo 1981    |                 |
| 16 | The Victims          |                 | 19 marzo 1981    |                 |
| 17 | The Threshold        |                 | 2 aprile 1981    |                 |
| 18 | The Indiscretion     |                 | 7 maggio 1981    |                 |
| 19 | The Heartache        |                 | 14 maggio 1981   |                 |
| 20 | The Lumberjack       |                 | 21 maggio 1981   |                 |
| 21 | The Hostage          |                 | 28 maggio 1981   |                 |
| 22 | The Revel            |                 | 4 giugno 1981    |                 |